# جبال الألب الشرقية الوسطى
جبال الألب الشرقية الوسطى (بالألمانية: Zentralalpen or Zentrale Ostalpen)‏، يُشار إليها أيضاً باسم جبال الألب الوسطى النمساوية تتألف من السلسلة الرئيسية لجبال الألب الشرقية في النمسا والمناطق المجاورة لسويسرا وليختنشتاين وإيطاليا وسلوفينيا.
تمتلك جبال الألب الوسطى القمم الأعلى في جبال الألب الشرقية، وتقع بين جبال ألب الحجر الجيري الشمالية وجبال ألب الحجر الجيري الجنوبية، والتي تختلف عنهما من حيث التركيب الجيولوجي. يمكن أيضاً استخدام المصطلح على نطاق أوسع للإشارة إلى منطقة أكبر من جبال الألب الشرقية، والتي تقع بشكل رئيسي في النمسا، وتمتد من سفح جبال بيرغاماسك الألبية في بحيرة كومو وسلسلة برنينا في كانتون غراوبوندن شرق سويسرا على طول ساحل ليختنشتاين على نهر الراين في الغرب وحتى النتوءات السفلية شرق نهر مور.
أعلى جبل في جبال الألب الشرقية الوسطى هو جبل غروسغلوكنر والذي يبلغ ارتفاعه 3,798 متر (12,461 قدم).

## جيولوجيا

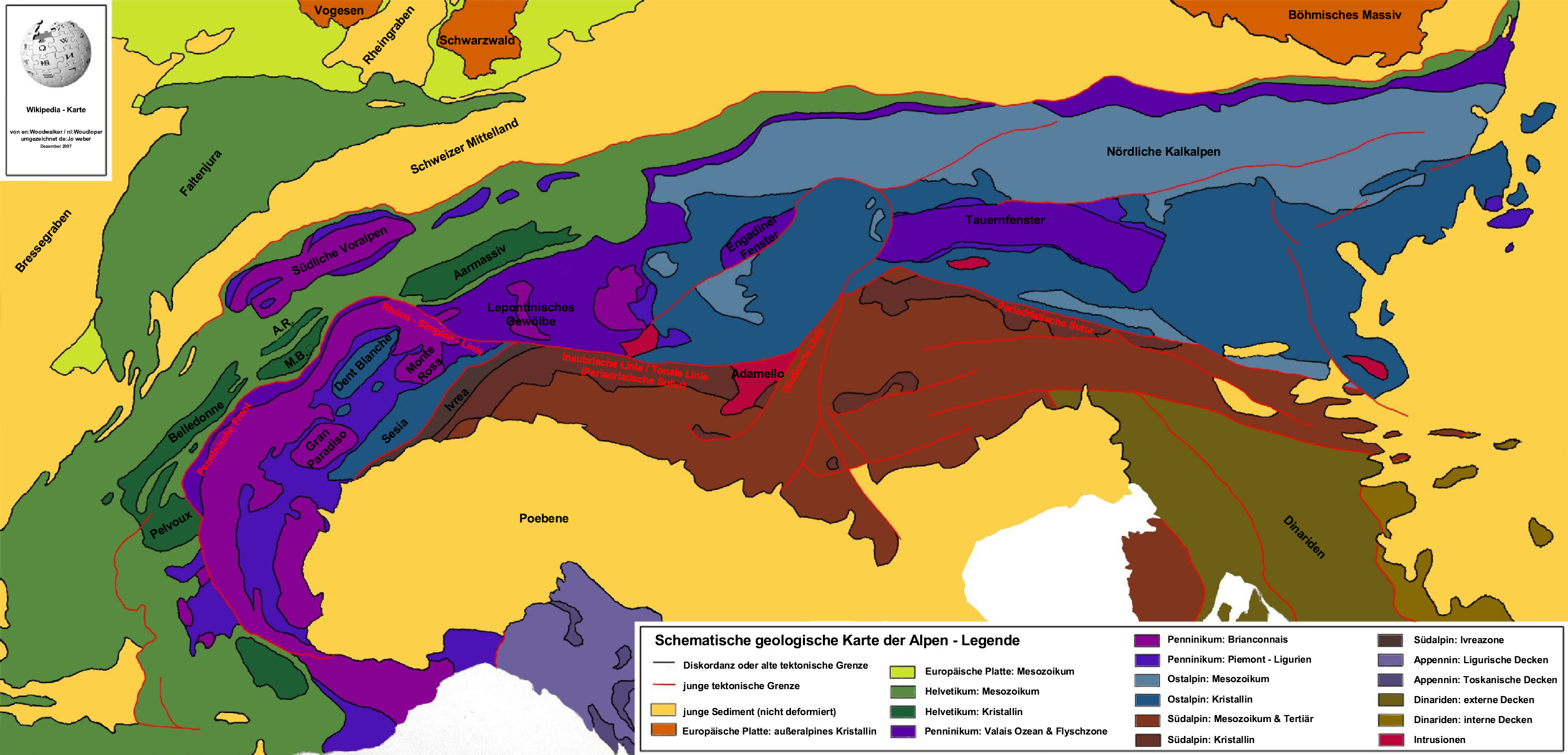

تنفصل جبال الألب الشرقية عن جبال الألب الغربية بخط من بحيرة كونستانس إلى بحيرة كومو على طول وادي ألب الراين وعبر ممر سبلوجن.
تتكون جبال الألب الوسطى بشكل أساسي من صخور النايس والأردواز التي تشكل فريش دسر الألب النمساوية (Austroalpine nappes) (العليا والسفلى) ، باستثناء نوافذ Hohe Tauern و Engadine ، والتي تتكون في الغالب من صخور من العصر الجوراسي ومن الحجر الجيري، ومحلياً، في سلاسل جبال Bergell و Rieserferner، تتكون أيضاً من الغرانيت. فريش دسر الألب النمساوية هو مندفع نحو فريش دسر البينيكوم (Penninicum). على عكس جبال الألب الغربية، لا توجد كتل الصخور البلورية مكانية الأصل - التي لم تتحرك سوى بشكل طفيف خلال تكون جبال الألب (خلال حقبة الحياة الوسطى) -. أما الغرانيت فنجده مقتحماً بالقرب من منطقة التصدع في فالق Periadriatic.
تغمر جبال الألب الشرقية الوسطى نفسها عند الحافة الشرقية لجبال الألب تحت رواسب العصر الثالث لرأس بر الألب في الشرق وحوض بانونيا. يوجد في منطقة التصدع نشاط بركاني (على سبيل المثال كما في منطقة شتايرمارك الحرارية).